# Saison 2015 de la Ligue canadienne de football
Navigation
2014 2016
2015 est la 58e saison de la Ligue canadienne de football et la 130e saison depuis la fondation de la Canadian Rugby Football Union en 1884.

## Événements
Un nouveau commissaire de la LCF prend son poste le 29 avril. Il s'agit de Jeffrey Orridge (en), le premier Noir à être dirigeant d'une ligue majeure nord-américaine. Il remplace Mark Cohon.
Un consortium formé de Bell Canada et Kilmer Sports s'engage en mai à acheter les Argonauts de Toronto. La transaction est complétée le 31 décembre.
Les changements suivants aux règlements sont approuvés par la ligue en avril :
- Les transformations de deux points seront exécutées de la ligne de 3 verges (yards en Europe) au lieu de la ligne de 5 verges. Les bottés de transformation d'un point seront pour leur part mis en jeu à la ligne de 25 verges.
- Les joueurs défensifs sont autorisés à entrer en contact avec les receveurs de passes seulement à l'intérieur de 5 verges à partir de la ligne de mêlée.
- Lors d'une pénalité pour ne pas avoir respecté l'immunité de 5 verges sur un botté de dégagement, l'équipe qui reçoit bénéficie des 5 verges de pénalité en plus des verges gagnées sur son retour. Auparavant, elle devait choisir l'un ou l'autre.
- L'équipe offensive peut signaler aux officiels qu'elle veut utiliser une attaque rapide sans caucus, ce qui permet à l'arbitre de siffler la remise en jeu dès que le ballon et les chaîneurs sont en place.
- Les entraîneurs ne peuvent plus demander un mesurage pour décider si un premier jeu est gagné ou non. Seul l'arbitre peut le demander.
- Lors d'un botté de dégagement, les cinq joueurs de la ligne offensive ne peuvent pas avancer tant que le ballon n'a pas été botté. On cherche ainsi à favoriser de plus longs retours, tout en réduisant le nombre de blocs illégaux et de non-respect de l'immunité.
- L'équipe qui reçoit un botté d'envoi ne peut plus faire reprendre le botté si celui-ci est sorti par les lignes de côté.

## Classements
| Clt   | Équipe                 | PJ | V  | D  | N | BP  | BC  | Pts |
| ----- | ---------------------- | -- | -- | -- | - | --- | --- | --- |
| +001, | Rouge et Noir d'Ottawa | 18 | 12 | 6  | 0 | 464 | 454 | 24  |
| +002, | Tiger-Cats de Hamilton | 18 | 10 | 8  | 0 | 530 | 391 | 20  |
| +003, | Argonauts de Toronto   | 18 | 10 | 8  | 0 | 438 | 499 | 20  |
| +004, | Alouettes de Montréal  | 18 | 6  | 12 | 0 | 388 | 402 | 12  |

| Clt   | Équipe                           | PJ | V  | D  | N | BP  | BC  | Pts |
| ----- | -------------------------------- | -- | -- | -- | - | --- | --- | --- |
| +001, | Eskimos d'Edmonton               | 18 | 14 | 4  | 0 | 466 | 341 | 28  |
| +002, | Stampeders de Calgary            | 18 | 14 | 4  | 0 | 478 | 346 | 28  |
| +003, | Lions de la Colombie-Britannique | 18 | 7  | 11 | 0 | 437 | 486 | 14  |
| +004, | Blue Bombers de Winnipeg         | 18 | 5  | 13 | 0 | 353 | 502 | 10  |
| +004, | Roughriders de la Saskatchewan   | 18 | 3  | 15 | 0 | 430 | 563 | 6   |

Rendu ici

## Séries éliminatoires

### Demi-finale de la division Ouest
- 15 novembre : Lions de la Colombie-Britannique 9 - Stampeders de Calgary 35

### Finale de la division Ouest
- 22 novembre : Stampeders de Calgary 31 - Eskimos d'Edmonton 45

### Demi-finale de la division Est
- 15 novembre : Argonauts de Toronto 22 - Tiger-Cats de Hamilton 25

### Finale de la division Est
- 22 novembre : Tiger-Cats de Hamilton 28 - Rouge et Noir d'Ottawa 35

### 103ecoupe Grey
- 29 novembre : Les Eskimos d'Edmonton gagnent 26-20 contre le Rouge et Noir d'Ottawa au stade Investors Group à Winnipeg (Manitoba).

## Honneurs individuels
- Joueur par excellence : Henry Burris (QA), Rouge et Noir d'Ottawa
- Joueur défensif par excellence : Adam Bighill (SEC), Lions de la Colombie-Britannique
- Joueur canadien par excellence : Brad Sinopoli (en) (RÉ), Rouge et Noir d'Ottawa
- Joueur de ligne offensive par excellence : SirVincent Rogers (en) (LO), Rouge et Noir d'Ottawa
- Recrue par excellence : Derel Walker (en) (RÉ), Eskimos d'Edmonton
- Joueur des unités spéciales par excellence : Brandon Banks (SRB), Tiger-Cats de Hamilton